# Dorno
Dorno (Durän in dialetto lomellino) è un comune italiano di 4 600 abitanti della provincia di Pavia in Lombardia. Si trova nella Lomellina centro-orientale, ad alcuni chilometri dal Po e dal Ticino, alla sinistra del Terdoppio.

## Storia
Dorno sorse sulla strada romana, rettilinea, che collegava Pavia (Ticinum) a Lomello (Laumellum), proseguendo per Torino e le Gallie. L'Itinerarium Burdigalense, a differenza di altri che citano solo Ticinum e Laumellum, nomina tra di essi anche Duriae, che non può essere che Dorno, posto proprio a metà strada. Probabilmente il nome in questa forma è un ipercorrettismo influenzato dal nome dei fiumi Duria (Dora), verso le cui valli puntava la strada; dato l'esito moderno infatti è più probabile che il luogo si chiamasse Durnae. Lo stesso Itinerario precisa che si trattava di una mutatio, cioè di un luogo per il cambio dei cavalli. Pur non citandolo, è probabile che a esso si riferisse Ammiano Marcellino quando (Storie, XV.8.18), narrando che l'imperatore Costanzo II aveva dato in sposa la sorella Elena al cugino Giuliano, precisa che lo aveva accompagnato da Milano fino a un luogo duabus culumnis insignem tra Lomello e Pavia, da cui Giuliano proseguì direttamente per Torino.
Probabilmente nell'alto medioevo il paese si trovava al confine tra le contee di Pavia e di Lomello, ed ebbe propri signori; caduta poi tutta la Lomellina sotto il dominio pavese, fu sede di podesteria. Dopo alcune discusse infeudazioni in epoca viscontea, fu concesso nel 1450 da Francesco I Sforza in feudo ad Antonio Crivelli, i cui discendenti manterranno poi sempre la signoria (eretta a contea nel 1760) su Dorno, salvo una breve parentesi durante l'occupazione francese all'inizio del XVI secolo (essi erano anche feudatari di Lomello). Nel 1713 passò con tutta la Lomellina sotto il dominio dei Savoia, e fino al 1859 fu sotto la provincia di Lomellina, anno nel quale Dorno entrò a far parte della provincia di Pavia.

### Simboli
Lo stemma e il gonfalone sono stati concessi con decreto del presidente della Repubblica del 3 luglio 1962.
Il sole araldico con i suoi raggi allude alla Lomellina, le due colonne di marmo alla località Ad duas columnas, che si trova lungo l'antica strada che portava a Torino; infine i gigli alle famiglie Dossi e Strada.
il gonfalone è un drappo d'azzurro.

## Società

### Evoluzione demografica
Abitanti censiti

## Cultura

### Cucina

#### Sagra della Zucca Bertagnina
A Dorno va in scena il consueto appuntamento gastronomico del mese di Ottobre, protagonista è la varietà di zucca lomellina a marchio De.C.O..